# Megaselia scissa
Megaselia scissa är en tvåvingeart som beskrevs av Borgmeier 1962. Megaselia scissa ingår i släktet Megaselia och familjen puckelflugor. Inga underarter finns listade i Catalogue of Life.